# Факултет уметности Универзитета у Нишу
Факултет уметности је високошколска установа у саставу Универзитета у Нишу. Основна делатност је високошколско образовање из области ликовних, примењених и музичке уметности. У склопу факултета налази се библиотека.

## Историја
Факултет уметности Универзитета у Нишу основан је Одлуком Владе Републике Србије број 022-13603/2002 од 3. октобра 2002. године (”Службени гласник РС” број 64/2002). Факултет је почео са радом 3. октобра 2002. године.
Основу за оснивање самосталног Факултета уметности у Нишу, под окриљем Универзитета у Нишу, представљало је оснивање Студијске групе за ликовне уметности и Студијске групе за музичку уметност, 2000. године, на Филозофском факултету у Универзитета Нишу.
На почетку свог постојања и рада Факултет се суочио са веома тешким простормим и материјалним проблемима. Наведеном Одлуком Владе Републике Србије о оснивању Факултета уметности у Нишу за седиште Факултета одређена је зграда у Улици кнегиње Љубице број 10, тадашња зграде Више музичке школе у Нишу.
Истом Одлуком Влада је именовановала Привремени савет Факултета, који је чинило седам чланова, а који је имао задатак да створи услове за конституисање свих органа Факултета и постави основе будућег рада и развоја Факултета. 
За вршиоца дужности декана Факултета Влада Републике Србије је Одлуком о оснивању Факултета именовала мр Ђура Радоњића, ванредног професора Филозофског факултета у Нишу. Мр Сузана Костић изабрана је за вршиоца дужности продекана за наставу Факултета.
Решењем министра просвете и спорта Републике Србије, утврђено је да Факултет испуњава кадровске, просторне и техничке услове за почетак рада и обављање делатности четворогодишњих основних студија на Одсеку за музичку уметност и петогодишњих основних студија на Одсеку за примењене уметности и Одсеку за ликовне уметности. Привремени савет је 22. октобра 2002. године, донео Статут Факултета, Годишњи програм рада Факултета, вршио овлашћења Изборног већа и обављао послове из надлежности Већа и Савета Факултета.
Успешном реализацијом конкурса за избор у звања наставника и сарадника и заснивањем радног односа наставника и сарадника, створени су услови за формирање наставног кадра Факултета, а самим тим и за даљи рад и развој Факултета.
Академске 2003/2004. године уписана је прва генерација студената Факултета уметности у Нишу.
Органи Факултета конституисани су децембра 2003. године, када је Привремени савет престао са радом.
Проф. мр Драгослав Аћимовић је, 2004. године, на првим изборима изабран за декана, а након првог мандата који је према тада важећем Закону о универзитету трајао две године, изабран још два пута за декана, као редовни професор, за мандатне периоде од 1. октобра 2006. године до 30. септембра 2009. године и од 1. октобра 2009. године до 30. септембра 2012. године.
Након спроведеног поступка избора декана Факултета, априла текуће године, за декана Факултета за мандатни период од 1. октобра 2012. године до 30. септембра 2015. године, изабрана је др Сузана Костић, редовни професор.
Сагласно Закону о високом образовању (”Службени гласник РС” број 76/2005, 100/2007, 97/2008 и 44/2010), Савет Факултета је 2. новембра 2006. године донео Статут, а Сенат Универзитета у Нишу Одлуку о усвајању студијских програма на основним академским и мастер академским студијама. Факултет је добио акредитацију за све студијске програме основних академских студија и мастер академских студија који се тренутно изводе на Факултету.

## Образовна делатност
Факултет уметности је високообразовна и научна установа на којој се обављају студије првог и другог степена. На Факултету се изводе следећи студијски програми:
- Основне академске студије:

1. Општа музичка педагогија
2. Клавир
3. Гудачки инструменти
4. Дувачки инструменти
5. Соло певање
6. Гитара
7. Хармоника
8. Сликарство
9. Графички дизајн

- Мастер академске студије

1. Општа музичка педагогија
2. Извођачке уметности
3. Сликарство
4. Графички дизајн

## Научно-истраживачка делатност
Једно од значајнијх подручја деловања Факултета уметности је и научна делатност, која се углавном реализује кроз индивидуалне истраживачке пројекте из области историје уметности, музикологије, етномузикологије и методике наставе. Остварени резултати објављују се у виду ауторских монографија у сарадњи са издавачким кућама и институцијама у култури града, подржаних градским ресорним комисијама за културно стваралаштво и Министарством културе и информисања Србије. У наредном периоду очекује се формирање тимских научно-истраживачких пројеката и проширење листе поменутих области уз активно укључивање свих студената Факултета.

## Руководеће тело Факултета
Орган управљања Факултетом је Савет. Савет има 19 чланова од којих 12 представника Факултета које бира Веће, из реда наставног особља, 1 представника Факултета, из реда ненаставног особља, кога бира Веће, на предлог запослених у ваннастави, 3 представника Студентског парламента и 3 представника које именује Влада Републике Србије. Мандат чланова Савета траје три године. Мандат чланова Савета представника студената траје једну годину.

## Департмани и Катедре
Факултету уметности у Нишу организовани су следећи одсеци:
- Департман за ликовне уметности
- Департман за примењене уметности
- Департман за музичку уметност

На Департману за музичку уметност постоји девет катедара и то:
- Катедра за теоријске предмете
- Катедра за стручно-уметничке предмете
- Катедра за клавир
- Катедра за соло певање
- Катедра за гудачке инструменте
- Катедра за дувачке инструменте
- Катедра за гитару и хармонику
- Катедра за комплементарни клавир
- Катедра за камерну музику
- Катедра за солфеђо